# 澳門巴士21路線
澳門巴士21路線是已取消的巴士路線，由澳巴經營，往返司打口和路環市區。

## 簡介及歷史
- 1974年因應嘉樂庇總督大橋通車而設立此路線。以河邊新街為起點，終點位於早期位於路環警區前地，後期遷往今日的“路環街市”站，當時頭牌顯示“21 澳門-路環”。[1][2][3]
- 在1994年前，澳門新福利公共汽車有限公司也曾經營本線，後來新福利將本線總站遷往筷子基總站，並將路線編號改為26。
- 2007年10月16日，配合氹仔臨時客運碼頭啟用，本線增設停靠「臨時客運碼頭」站。[4][5][6]
- 2011年8月1日起停辦，是新巴士營運模式下其中一條被取消的路線，另一條為大熊貓館專線128路線。[7]

## 路線資料
| 21   | 司打口 ←→ 路環市區   | 司打口 ←→ 路環市區   |
| 編號 | 往程                 | 返程                 |
| 1    | 司打口／李道巷總站   | 路環市區-2           |
| 2    | 司打口               | 路環警察訓練營-2     |
| 3    | 河邊新街／街市       | 聯生圓形地           |
| 4    | 下環／小販巷         | 石排灣自然教育中心   |
| 5    | 河邊新街／下環       | 路環小型賽車場       |
| 6    | 媽閣廟站             | 路氹邊檢大樓         |
| 7    | 澳門旅遊塔           | 蓮花圓形地-2         |
| 8    | 海洋廣場             | 連貫公路／威尼斯人   |
| 9    | 氹仔衛生中心         | 臨時客運碼頭         |
| 10   | 柯維納馬路           | 機場倉庫             |
| 11   | 南新花園             | 澳門機場             |
| 12   | 匯景花園             | 機場圓形地／科大醫院 |
| 13   | 華寶花園             | 信安馬路             |
| 14   | 花城公園             | 北安前地             |
| 15   | 氹仔花城             | 海灣花園             |
| 16   | 高勵雅馬路           | 奧林匹克大馬路       |
| 17   | 北安大馬路           | 澳門運動場           |
| 18   | 臨時客運碼頭         | 賽馬會-1             |
| 19   | 機場倉庫             | 賽馬會-2             |
| 20   | 澳門機場             | 盧伯德圓形地         |
| 21   | 機場圓形地／科大醫院 | 氹仔海濱花園         |
| 22   | 連貫公路／新濠天地   | 海洋廣場             |
| 23   | 蓮花圓形地-1         | 澳門旅遊塔           |
| 24   | 路氹邊檢大樓         | 媽閣廟前地           |
| 25   | 石排灣馬路           | 河邊新街／媽閣       |
| 26   | 路環石礦場           | 下環／李加祿街       |
| 27   | 石排灣郊野公園       | 司打口／李道巷總站   |
| 28   | 路環警察訓練營-1     |                      |
| 29   | 路環市區-2           |                      |

## 發車時間表
本線按照以下時間表在總站發車：
| 總站         | 發車時間 | 發車時間 | 發車時間 | 發車時間 | 發車時間 | 發車時間 | 發車時間 | 發車時間 | 發車時間 | 發車時間 | 發車時間 | 發車時間 | 發車時間 | 發車時間 |
| ------------ | -------- | -------- | -------- | -------- | -------- | -------- | -------- | -------- | -------- | -------- | -------- | -------- | -------- | -------- |
| 司打口總站   | 06:30    | 07:30    | 08:40    | 09:55    | 11:10    | 12:25    | 13:45    | 15:05    | 16:25    | 17:45    | 19:10    | 20:20    | 21:30    | 22:35    |
| 路環市區總站 | 07:00    | 08:05    | 09:18    | 10:33    | 11:48    | 13:05    | 14:25    | 15:45    | 17:05    | 18:28    | 19:45    | 20:55    | 22:02    | 23:10    |

## 批評

### 澳巴21線班次比往香港需時更久
有居民不滿，21線澳巴班次要75分鐘一班車，批評乘船往香港再出關都不用75分鐘，質疑21線設立的目的。

### 澳巴21路線派車一部班次久，壞車無故停駛
一名澳門居民投訴於2010年3月10日下午五時半，準備搭巴士往氹仔食晚飯，而唯一從旅遊塔到氹仔的是澳巴21路線，但班次要80分鐘一班，路線資料紙列出17:45將有一班車，可是等到18:00，巴士仍然沒有來，致電澳巴查問後才得知巴士壞了回廠，沒有車行，著其自行解決，或等到19:00。事主形容頓時令其一行數十人愕然及無奈，批評一條往來澳門至路環的巴士線只配車一部，壞車後竟不安排別的車來補充。

## 外部連結
- （繁體中文）澳門公共汽車有限公司官方網頁 （页面存档备份，存于）